# أندريس دي أوردانيتا
أندريس دي أوردانيتا (بالإسبانية: Andrés de Urdaneta)‏ هو ملاح وناسك أسباني (ولد في غيبوثكوا إسبانيا 30 نوفمبر 1498 – وتوفي في مكسيكو 3 يونيو 1568) تولى مهمة الإبحار إلى الغرب عبر المحيط الهادي للبحث عن أفضل طريق نحو الشرق وساهم في استعمار الفلبين.
درس أوردانيتا اللاتينية والفلسفة، لكنه تيتم بعد موت والده واضطر لأن يكرس نفسه للحياة العسكرية، وحصل على رتبة نقيب في الحروب الإيطالية. عاد إلى إسبانيا حيث بدأ دراسة الرياضيات وعلم الفلك، ما جعله يميل لحياة البحار، الأمر الذي أقنعه بمرافقة المستكشف غارثيا خوفري دي لوايسا في بعثة إلى جزر الملوك عام 1525. وبقي هناك لإحدى عشرة سنة. عاد بعدها إلى أوروبا وحط بسفينته في لشبونة. وهناك قصة تقول أن الحكومة البرتغالية حاكمته بعد أن روى قصة رحلته البحرية عن الجزر عندما عبر إسبانيا الجديدة، إلا أن أن المؤرخين الحديثين لا يقبلون بهذه القصة لما بها من تناقضات. لم يحسن الملك شارل الخامس استقباله، وكانت مغامراته العديدة قد أنهكته، فعاد إلى مدينة المكسيك ودخل جماعة الأخوية الأغسطينية.
مات نائب الملك لويس دي فيلاسكو في عام 1564، وانتقل حكم إسبانيا الجديدة إلى حكومة عامة، وكانت أهم أولويات الحكومة الجديدة هي تجهيز بعثة لغزو واستعمار الجزر الفلبينية. كان الملك فيليب الثاني قد أمر بإعداد البعثة في عام 1559، وقام بتعيين أوردانيتا كقائد، وكان نائب الملك يبحث في المسألة في زمن موته. اعتبر أوردانيتا ملاحا عظيما، وكتب فيليب الثاني رسالة يحث فيها أوردانيتا على الانضمام للبعثة، وعرض عليه القيادة. وافق أوردانيتا على مرافقة البعثة ولكنه رفض استلام القيادة، وتم تعيين دون ميجيل لوبيز دي ليغازبي كقائد للحملة. تكونت البعثة من سفينة «كابيتانا» التي حملت على متنها ليغاسبي وأوردانيتا، والسفن الشراعية «سان بابلو» و«سان بيدرو»، والسفن «سان خوان» و«سان لوكاس»، وأبحرت في 21 نوفمبر 1564.
وصل أوردانيتا إلى جزيرة سيبو في الفلبين في أبريل 1565 حيث بنى ارسالية هناك، بقي الفريق لفترة من الوقت في الفلبين. قرر ليغاسبي أن يبقى، وأرسل أوردانيتا لكي يعود ويبحث عن طريق أفضل من الذي أتوا منه ويرسل بطلب المساعدة من إسبانيا الجديدة للمستعمرة الفلبينية. أبحر أوردانيتا من جزيرة سيبو في يوليو 1565، وكان ملزما بالإبحار حتى خط عرض 36 شمالا ليستفيد من الرياح المواتية. تسلم أوردانيتا القيادة شخصيا، ومات في هذه الرحلة أربعة عشر فردا من طاقمه، وعندما وصلت السفينة إلى ميناء أكابولكو في 3 أكتوبر 1565، كان الطاقم بأكمله منهكا، وكان أوردانيتا وفيليب دي سالسيدو، ابن أخ ليغاسبي، هما فقط من كانت لهما القوة الكافية لإلقاء المراسي. انطلق أوردانيتا من المكسيك إلى أوروبا ليرقم تقريره عن البعثة، وعاد إلى إسبانيا الجديدة وهو ينوى الاستمرار إلى الفلبين، لكن أصدقاءه أقنعوه بالعدول عن الأمر. كتب أوردانيتا سجلان يروي فيهما قصة رحلته؛ روى في أحدهما قصة حملة لوايزا في جزر الملوك وتم نشر هذا السجل لاحقا؛ ويروي السجل الآخر رحلة عودته من الفلبين، وهو موجود على شكل مخطوطة ومحفوظ في أرشيف جزر الهند. وفتح باستعماره الفلبين جميع الأسواق الشرقية أمام منتجات البيرو والمكسيك.